# Клаустиньш, Густав
Густав Клаустиньш (латыш. Gustavs Klaustiņš; 9 сентября 1880 года, Межмуйжская волость — 3 мая 1937 года, Рига) — латвийский инженер и общественный деятель.

## Биография
Родился 9 сентября 1880 года в Межмуйжской волости Добельского уезда в семье учителя.
Окончил Елгавское реальное училище и в 1908 году Рижский политехнический институт, получив степень инженера-технолога.
В 1908—1918 годах служил на российских железных дорогах, был помощником машиниста паровоза Московско-Казанской железной дороги. С 1911 года — помощник начальника машинного участка Московско-Брестской железной дороги; с 1913 года помощник начальника вагонных мастерских железной дороги Тюмень-Омск, затем начальник вагонных мастерских Московско-Брестской железной дороги. С 1916 года был начальником Минского машинного участка, в 1917 году стал начальником Главных Минских железнодорожных мастерских.
В 1918 году вернулся в Ригу. До 1921 года работал на Латвийских железных дорогах: с 1 августа 1919 года — главный директор Латвийских железных дорог, а с 5 августа ещё и руководитель Главного управления по восстановлению железнодорожного сообщения в Латвии. В 1921 году закончил службу и продолжил работу в Латвийском университете в качестве доцента дорожной кафедры факультета инженерных наук. Основал «Технический журнал» и был его редактором, а также членом правления Инженерного общества, Центрального правления государственных служащих и его Рижского отделения, членом Фонда Кристапа Морберга, филистером и членом правления корпорации «Земгалия». Награжден орденами Трех Звезд, Св. Станислава 3-й степени, Св. Анны 3-й степени и орденом Белой Розы 2-й степени.
Похоронен в Риге, на Лесном кладбище.